# Lucas Pérez
Lucas Pérez Martinez (ur. 10 września 1988 w A Coruñi) – hiszpański piłkarz, występujący na pozycji napastnika, od 2022/2023 w hiszpańskim klubie Deportivo La Coruña.

## Kariera klubowa
Większość swojej młodzieżowej kariery Lucas spędził występując w kilku różnych klubach, aż w końcu przeniósł się do Atlético Madryt C. W tym czwartoligowym wówczas zespole spędził rok, po czym przesunięto go do Atlético Madryt B. Latem 2009 roku przeniósł się do Rayo Vallecano. Tam początkowo występował w drużynie rezerw, której pomógł uzyskać awans do Segunda División B. W sezonie 2010/11 równoległe z drużyną B, występował także w pierwszym zespole. 6 listopada 2010 roku strzelił dla niego swojego pierwszego gola. Miało to miejsce podczas wygranego 3:0 spotkania z Realem Valladolid.
17 stycznia 2011 roku Lucas na zasadzie wolnego transferu dołączył do ukraińskich Karpat Lwów. 17 lipca tego samego roku zdobył swoją pierwszą bramkę w barwach klubu podczas zremisowanego 1:1 meczu z Czornomoreciem Odessa. W styczniu 2013 roku został wypożyczony do Dynama Kijów. Później przygodę w stolicy Ukrainy opisał jako "koszmar".
5 lipca 2013 roku Lucas ponownie zmienił klub. Tym razem związał się trzyletnią umową z greckim PAOK-iem, który zapłacił za niego ok. 700 tysięcy euro. 17 sierpnia tego samego roku zadebiutował, a także zdobył gola z rzutu karnego podczas wygranego 3:0 meczu ligowego ze Skodą Ksanti. 24 listopada strzelił gola oraz asystował podczas wygranego 3:1 spotkania derbowego Arisem Saloniki. Z nim w składzie PAOK dotarł także do finału Pucharu Grecji, w którym poległ jednak 1:4 z Panathinaikosem.
Po roku gry w Grecji, Lucas zdecydował się powrócić do ojczyzny. 18 lipca 2014 roku na zasadzie wypożyczenia trafił do Deportivo La Coruña, które zagwarantowało sobie opcję wykupu po zakończeniu sezonu. W nowym zespole zadebiutował 19 października podczas wygranego 3:0 meczu z Valencią. W spotkaniu tym zdobył także swoją pierwszą bramkę w barwach klubu. Tydzień później musiał jednak opuścić boisko już w 15. minucie zremisowanego 0:0 meczu z Espanyolem, gdyż z dalszej gry wykluczyła go kontuzja kolana. Do pełni zdrowia powrócił dopiero w styczniu 2015 roku, wchodząc na boisko na ostatnie 12 minut przegranego 0:4 spotkania z Barceloną. 23 maja podczas meczu ostatniej kolejki sezonu z tym samym rywalem zdobył gola w 67. minucie, ustalając wynik na 2:2 i ratując tym samym swój klub od spadku.
Po zakończeniu rozgrywek powrócił do PAOK-u. 23 lipca 2015 roku rozegrał pierwsze spotkanie po wypożyczeniu, strzelając gola w wygranym 6:0 meczu 2. rundy eliminacji do Ligi Europy z chorwacką Lokomotivą. Tydzień później w kolejnej fazie eliminacyjnej ponownie zanotował trafienie, tym razem podczas wygranego 1:0 spotkania ze słowackim Spartakiem Trnawa. Mimo to, 12 sierpnia Lucas na zasadzie transferu definitywnego przeniósł się do Deportivo.
30 sierpnia 2016 roku Lucas został zawodnikiem angielskiego Arsenalu. W barwach klubu zadebiutował 10 września tego samego roku, wychodząc w podstawowym składzie na wygrany 2:1 mecz ligowy z Southampton.
26 lipca 2017 roku Lucas został wypożyczony ponownie do Deportivo.
Po powrocie z wypożyczenia wraz ze startem sezonu 2018/19 dołączył na zasadzie wolnego transferu do angielskiego West Hamu.
Z startem sezonu 2019/20 dołączył za 2 miliony euro do hiszpańskiego Deportivo Alavés. 31 sierpnia 2021 wolny agent Pérez podpisał roczną umowę z Elche CF, występującym w najwyższej klasie rozgrywkowej. 31 stycznia 2022 przeniósł się do Cádiz CF z tej samej ligi, podpisując 18-miesięczny kontrakt. 
31 grudnia 2022 roku Pérez zgodził się na powrót do Deportivo La Coruña, a umowa weszła w życie wraz z otwarciem styczniowego okna transferowego. Zawodnik zapłacił 493 000 euro, aby zostać zwolnionym z umowy z poprzednim zespołem. Zdobył dublet w swoim debiucie w Primera Federación w wygranym 3:0 meczu przeciwko Unionistas de Salamanca CF.
12 maja 2024 roku Pérez strzelił gola z rzutu wolnego w wygranym 1:0 meczu z zajmującą drugie miejsce FC Barceloną Atlètic, zapewniając klubowi powrót do Segunda División po czterech latach przerwy. W finale Primera Federación strzelił trzy gole w dwóch meczach, wygrywając 6:3 z CD Castellón, co zapewniło jego klubowi tytuł mistrzowski.